# Wapen van Maarssen

Wapen van Maarssen per 1818

Wapen van Maarssen per 1950

Het wapen van Maarssen kent twee versies. De eerste werd op 10 juni 1818 door de Hoge Raad van Adel aan de Utrechtse gemeente Maarssen toegekend. Het tweede wapen werd op 3 juli 1950 bevestigd. In 2011 ging Maarssen op in Stichtse Vecht. Het wapen van Maarssen is daardoor komen te vervallen als gemeentewapen. Uit het wapen zijn de schildhouders en de gravenkroon overgenomen in het gemeentewapen van Stichtse Vecht.

## Blazoenering
De blazoenering van het eerste wapen per 1818 luidde als volgt:
Van rood, beladen met zes goude leliën, geplaatst en orle; in het midden een schild van blaauw, beladen met drie goude ruiten, staande twee en een. Het schild gedekt met een goude kroon en ter wederzijde vastgehouden door een klimmende leeuw in natuurlijke kleur.
De blazoenering van het tweede wapen per 1950 luidde als volgt:
In keel zes gouden leliën, geplaatst 3;2;1; in een hartschild van azuur drie gouden ruiten, staande 2 en 1. Het schild gedekt met een gouden kroon van drie bladeren en twee paarlen en ter weerszijden gehouden door een leeuw in natuurlijke kleuren.
De heraldische kleuren zijn keel (rood), goud (geel of goud) en azuur (blauw). Het eerste wapen is gedekt met een markiezenkroon, het tweede wapen met een gravenkroon.

## Geschiedenis
Het wapen is een voortzetting van het heerlijkheidswapen van Maarssen. Deze kwam al in de 18e eeuw voor. De herkomst van het wapen is niet direct duidelijk. De lelies kunnen afkomstig zijn van de heren van Amerongen of uit het wapen van familie Van Jutphaas. De ruiten zijn naar alle waarschijnlijkheid afkomstig van de heren van de Haar. Zij volgden in 1525 de heren van Amerongen als heren van Maarssen.

## Verwante wapens

Wapen van de heerlijkheid Amerongen
Wapen van Amerongen
Wapen van Stichtse Vecht